# Milliardaire pour un jour
Pour les articles homonymes, voir Milliardaire (homonymie).
Pour plus de détails, voir Fiche technique et Distribution.
Milliardaire pour un jour (Pocketful of Miracles), sorti en 1961, est une comédie américaine de Frank Capra, dont c'est le dernier film. Il s'agit d'un remake d'un autre film de Capra, Grande Dame d'un jour (Lady For a Day), sorti en 1932.

## Synopsis
Annie est une clocharde qui vend des pommes à Broadway. Elle a fait croire à sa fille Louise, élevée en Espagne, qu’elle appartenait à la haute société new-yorkaise. Mais Louise annonce son arrivée aux États-Unis, accompagnée de son fiancé et de son père, des nobles espagnols. Dave « the Dude » Conway, un gangster convaincu que les pommes d’Annie lui portent chance, et son amie "Queenie" Martin vont s’efforcer de faire passer Annie pour une femme du monde le temps du séjour de Louise.

## Fiche technique
- Titre : Milliardaire pour un jour
- Titre original : Pocketful of Miracles
- Réalisation : Frank Capra
- Scénario : Hal Kanter, Harry Tugend d'après un scénario de Robert Riskin et une histoire de Damon Runyon
- Producteur : Frank Capra
- Producteurs associés : Joseph Sistrom, Glenn Ford
- Société de production : Franton Productions
- Distribution : United Artists
- Musique : Walter Scharf, Jimmy Van Heusen
- Photographie : Robert J. Bronner
- Montage : Frank P. Keller
- Direction artistique : Roland Anderson (en) et Hal Pereira
- Décorateur de plateau : Sam Comer et Ray Moyer
- Costumes : Edith Head et Walter Plunkett (costumes : homme)
- Genre : comédie
- Pays d'origine : États-Unis
- Format : Couleurs (Eastmancolor) - Son : Mono (Westrex Recording System)
- Durée : 136 minutes
- Dates de sortie :
  - États-Unis : 18 décembre 1961 (New York)
  - États-Unis : 25 décembre 1961 (sortie nationale)
- Affiches : Macario Gómez Quibus (Espagne), Gilbert Allard (France)

## Distribution
- Glenn Ford (VF : Yves Furet) : Dave "the Dude" Conway ("Dave le gandin" dans la version française)
- Bette Davis (VF : Marie Francey) : "Apple" Annie
- Hope Lange (VF : Michèle Montel) : Elizabeth "Queenie" Martin
- Arthur O'Connell (VF : Aram Stephan) : Comte Alfonso Romero
- Peter Falk (VF : Georges Aubert) : Joy Boy
- Thomas Mitchell (VF : Jacques Berlioz) : Juge Henry G. Blake
- Edward Everett Horton (VF : Maurice Pierrat) : Hutchins
- Mickey Shaughnessy (VF : Jacques Marin) : Junior
- Sheldon Leonard (VF : André Valmy) : Steve Darcey
- Peter Mann (VF : Bernard Woringer) : Carlos Romero
- Ann-Margret : Louise
- Mike Mazurki (VF : Fernand Rauzena) : "Big Mike"
- Willis Bouchey (VF : Pierre Collet) : Le rédacteur en chef du journal
- Gavin Gordon (VF : Alain Durthal) : M. Cole
- Jay Novello (VF : Georges Hubert) : Señor Cortez (Cortego en VF)
- Barton MacLane (VF : Yves Brainville) : le commissaire
- John Litel (VF : Richard Francœur) : l'inspecteur McCrary
- Jerome Cowan (VF : Michel Etcheverry) : le maire de New York
- Benny Rubin (VF : Serge Nadaud) : "Poudre d'escampette"
- Jack Elam (VF : Jean Violette) : "Casse-tête"

Acteurs non crédités
- Paul E. Burns : Mallethead
- Tom Fadden : Herbie, employé d'hôtel
- Byron Foulger : Lloyd
- James Griffith (VF : Raymond Loyer) : Briscoe
- Peter Hansen (VF : Jean Berger) : Assistant du gouverneur
- Angelo Rossitto (VF : Fred Pasquali) : Angie
- Edgar Stehli : Gloomy

## Distinctions
Milliardaire pour un jour fut nommé trois fois aux Oscars 1961 :
- Meilleur acteur dans un second rôle (Peter Falk) ;
- Meilleure création de costumes (Edith Head, Walter Plunkett)
- Meilleure musique (chanson) (James Van Heusen, Sammy Cahn)